# 莫曲西泮
莫曲西泮（开发代号：Ro06-9098）是一种有机化合物，分子式C17H15N3O4，属于苯二氮䓬类化合物。